# Massacres de Glina
 (octobre 2023).
La mise en forme du texte ne suit pas les recommandations de Wikipédia : il faut le « wikifier ».
Les points d'amélioration suivants sont les cas les plus fréquents. Le détail des points à revoir est peut-être précisé sur la page de discussion.
- Les titres sont pré-formatés par le logiciel. Ils ne sont ni en capitales, ni en gras.
- Le texte ne doit pas être écrit en capitales (les noms de famille non plus), ni en gras, ni en italique, ni en « petit »…
- Le gras n'est utilisé que pour surligner le titre de l'article dans l'introduction, une seule fois.
- L'italique est rarement utilisé : mots en langue étrangère, titres d'œuvres, noms de bateaux, etc.
- Les citations ne sont pas en italique mais en corps de texte normal. Elles sont entourées par des guillemets français : « et ».
- Les listes à puces sont à éviter, des paragraphes rédigés étant largement préférés. Les tableaux sont à réserver à la présentation de données structurées (résultats, etc.).
- Les appels de note de bas de page (petits chiffres en exposant, introduits par l'outil «  Source ») sont à placer entre la fin de phrase et le point final[comme ça].
- Les liens internes (vers d'autres articles de Wikipédia) sont à choisir avec parcimonie. Créez des liens vers des articles approfondissant le sujet. Les termes génériques sans rapport avec le sujet sont à éviter, ainsi que les répétitions de liens vers un même terme.
- Les liens externes sont à placer uniquement dans une section « Liens externes », à la fin de l'article. Ces liens sont à choisir avec parcimonie suivant les règles définies. Si un lien sert de source à l'article, son insertion dans le texte est à faire par les notes de bas de page.
- La présentation des références doit suivre les conventions bibliographiques. Il est recommandé d'utiliser les modèles {{Ouvrage}}, {{Chapitre}}, {{Article}}, {{Lien web}} et/ou {{Bibliographie}}. Le mode d'édition visuel peut mettre en forme automatiquement les références.
- Insérer une infobox (cadre d'informations à droite) n'est pas obligatoire pour parachever la mise en page.

Pour une aide détaillée, merci de consulter Aide:Wikification.
Si vous pensez que ces points ont été résolus, vous pouvez retirer ce bandeau et améliorer la mise en forme d'un autre article.
Les massacres de Glina constituèrent le meurtre de paysans serbes dans la ville de Glina, dans l'État indépendant de Croatie (NDH), entre mai et août 1941, durant la Seconde Guerre mondiale. La première vague de massacre dans la ville débuta entre le 11 et le 12 mai 1941, lorsqu'un groupe d'Oustachis mené par Mirko Puk tua un groupe de garçons et d'hommes serbes dans une église orthodoxe serbe, avant d'y mettre le feu. Le jour suivant, 100 hommes serbes furent tués par les Oustachis dans le village voisin de Prekopa. Les estimations du nombre total de Serbes massacrés entre le 11 et le 13 mai varient entre 260 à 417. Une autre tuerie se déroula à Glina entre le 30 juillet et le 3 août de la même année, menant à la mort de 700 à 2 000 Serbes par un groupe d'Oustachis dirigé par Vjekoslav Luburić.
La perspective d'une conversion fut utilisée comme prétexte dans la majorité de ces massacres, pour rassembler les Serbes et les tuer plus facilement. Ljubo Jednak, seul survivant de ces massacres, témoignera après la guerre aux procès des principales figures du NDH. Mirko Puk fut capturé par les forces britanniques en 1945 en essayant de fuir en Autriche, et fut extradé l'année suivante en Yougoslavie où il se suicida. Vjekoslav Luburić fuit la Yougoslavie après la guerre et s'installa en Espagne franquiste, où il fut tué par un membre présumé des services secrets yougoslaves.
Il est estimé entre 2 000 à 2 400 personnes le nombre de victimes des massacres de Glina. En 1969, un monument fut érigé et un musée commémoratif fut construit pour honorer les victimes des tueries. Suivant l'indépendance de la Croatie en 1991, le monument fut retiré par les autorités croates. Après la guerre de Croatie, les autorités locales ne parvinrent pas à le restorer et le démantèrent.

## Contexte
Le 6 avril 1941, les forces de l'Axe envahirent la Yougoslavie. Faiblement équipée et entraînée, l'armée royale yougoslave se disloqua rapidement. Le pays fut ensuite démembré et le nationaliste extrémiste et fasciste croate Ante Pavelić, qui était en exil en Italie, fut nommé poglavnik (dirigeant) de l'État indépendant de Croatie (NDH), dirigé par les Oustachis. Le NDH regroupa près de l'intégralité de la Croatie moderne, toute la Bosnie-Herzégovine et des parties de l'actuelle Serbie dans un « quasi-protectorat germano-italien »,. Les autorités locales mirent en place une politique génocidaire à l'encontre des communautés serbes, juives et tziganes. Les populations serbes furent les principales victimes car les Oustachis les considéraient comme de « potentiels traîtres » et souhaitaient un État ethniquement « pur » composé uniquement de Croates. Des lois raciales et antisémites furent votées et les Serbes, qui constituaient près de 30 % de la population du NDH, devinrent la cible prioritaire des tueries de masse perpétrées par les Oustachis,. Mi-1941, la brutalité des tueries atteignit un degré qui choqua certains Allemands,. L'écriture cyrillique fut interdite, les établissements scolaires de l'Église orthodoxe furent fermés, et les Serbes furent forcés de porter des brassards permettant de les identifier. Mile Budak, le ministre croate de l'Éducation, déclara qu'un tiers des Serbes du NDH devaient être tués, un tiers devait être expulsé et le dernier tiers devait être converti au catholicisme. Les Oustachis établirent ensuite de nombreux camps de concentration où des milliers de Serbes furent maltraités, affamés et tués.
Glina est une petite ville marchande située dans la région de la Banovine, en Croatie, à 55 kilomètres au sud de Zagreb. En 1931, elle possédait une population de 2 315 habitants majoritairement Serbes, de Croates et de Juifs. Une base fut installée dans la ville peu après la prise de pouvoir des Oustachis.

## Déroulement

### Mai 1941
La proposition d'un massacre provint de Mirko Puk, alors ministre de la Justice du NDH. Le 10 mai 1941, le commandement local des Oustachis se réunit à Glina, où ils établirent une liste de Serbes âgés de 16 à 60 ans à arrêter. Après de nombreuses discussions, il fut décidé que tous les individus arrêtés devaient être tués. Le soir du 11 mai, des arrestations massives commencèrent, hommes serbes de toutes professions et catégories sociales,. La majorité des personnes arrêtées se rendirent volontiers aux Oustachis, après avoir été informées qu'elles allaient être interrogées puis relâchées. En historiographie, deux versions différentes du massacre sont décrites.
Une version relate que les Oustachis ont ensuite rassemblé le groupe dans une église orthodoxe et leur ont demandé de livrer les documents prouvant que tous s'étaient convertis. Deux Serbes livrèrent les documents demandés et furent libérés. Les Oustachis ont ensuite bloqué l'intérieur de l'église et ont massacré les individus n'ayant pas été en mesure de livrer les documents demandés, incluant le prêtre Bogdan Opačić,,. Les Oustachis mirent ensuite le feu à l'église, laissant les corps brûlés, et attendirent à l'extérieur tout survivant essayant de s'enfuir,.
Une autre version décrit que les hommes furent d'abord emprisonnés dans un ancien petit bâtiment de la gendarmerie. Après quoi, dans la nuit du 12 mai, ils furent attachés par paires, chargés dans des camions et transportés dans un grand fossé où ils furent tués, principalement par arme à feu. L'historien Rory Yeomans écrit qu'ils ont été exécutés avec des couteaux, des hachoirs à viande, des maillets, des marteaux et des faux. L'unique survivant du premier massacre fut Nikica Samardžija, qui parvint à s'enfuir. Il témoigna plus tard au tribunal des crimes de guerre à Glina. Le 13 mai, 100 hommes serbes furent exécutés par les Oustachis dans le village voisin de Prekopa.
Les estimations du nombre de Serbes tués entre le 11 et le 13 mai varient. Les historiens Jozo Tomasevich and Ivo Goldstein établirent le nombre à 260,. Sabrina Petra Ramet et Marko Attila Hoare estiment que plus de 300 Serbes furent massacrés et Davide Rodogno donne le nombre de 417,,. Des 450 aux 500 hommes vivant à Glina en avril 1941, Slavko Goldstein estima que la majorité d'entre-eux fut tuée dans la nuit du 12 mai, que 100 survécurent dans différentes circonstances et « moins de 400, mais certainement plus de 300 », furent tués en tout. Le 14 mai, l'archevêque de Zagreb Alojzije Stepinac envoya une lettre de protestation à Ante Pavelić après avoir appris la nouvelle des exécutions. Il ne condamna cependant pas les atrocités publiquement. Le lendemain, Pavelić visita Rome et s'entretint en privé avec le pape Pie XII, il obtint la reconnaisance du NDH de la part du Saint-Siège. Bien que le pape fût conscient que Pavelić était un dictateur, il n'y a aucune preuve qu'il eut connaissance du massacre de Glina à ce moment.

### Juillet-août 1941
Dans la nuit du 30 juillet 1941, un massacre similaire à celui de mai se reproduisit à Glina. Cet été, les Oustachis proposèrent d'offrir l'amnistie aux Serbes du NDH s'étant convertis au catholicisme. La majorité des Serbes répondirent favorablement, et un groupe se rendit dans une église orthodoxe à Glina où une cérémonie de conversion eut lieu. Les Serbes, croyant à une cérémonie de conversion, furent accueillis par six membres des Oustachis, sous le commandement direct de Vjekoslav Luburić,. Après leur entrée, le

es portes de l'église furent fermées. Les Serbes furent ensuite forcés de s'allonge sol, lorsque les six Oustachis les frappèrent un à un sur la tête avec des bâtons pointus. Davantaustachis alalors ors arrivèrent et tuèrent les Serbes. Les victimes furent tuées en ayant la gorge tranchée ou leurs têtes fracassées par une crosse de fusil. Seule une des victimes, Ljubo Jednak, survécut après avoir fait le mort et témoigna plus tard sur ce qui s'est passé :

« Ils commencèrent avec un grand paysant costaud qui chanta une vieille chanson historique d'héros serbes. Ils placèrent sa tête sur la table et puisqu'il continua de chanter, ils coupèrent sa gorge et un autre groupe arriva pour fracasser son crâne. J'étais paralysé. « C'est ce que tu mérites », un Oustachi cria. Des Oustachis nous encerclèrent. Il n'y avait absolument aucune sortie. Puis la tuerie commença. Un groupe poignarda avec des couteaux, l'autre groupe le suivit, fracassant des têtes pour être certains que tout le monde était mort. Dans l'instant d'une minute nous nous levions dans une marée de sang. Des cris et des hurlements, les corps tombèrent à droite et à gauche. »

Les corps furent ensuite placés dans des camions et transportés dans une grande fosse commune, où ils furent laissés sans surveillance suffisamment longtemps pour permettre à Jednak de s'échapper. Il est estimé que 200 Serbes furent tués cette soirée. Les tueries continuèrent le 3 août, où les Oustachis massacrèrent les habitants de villages situés dans les environs d'églises. Près d'un mois plus tard, l'église fut brûlée par les Oustachis. Les estimations du nombre de Serbes tués entre le 30 juillet et le 3 août 1941 varient fortement. Le sociologue Damir Mirković et l'historien Paul Mojzes déclarent que 700 Serbes furent tués. Le journaliste Tim Judah estime le nombre à 1 200, et l'historien Iván T. Berend à 1 800. Hoare écrit que plus de 2 000 Serbes furent massacrés. L'historien Filip Škiljan note que le nombre total de tués, ainsi que la localisation et la manière dont le massacre se déroula, ne sont pas clairement établis.

## Conséquences
Après les massacres, la majorité des Serbes de Glina et de ses environs fuirent vers la Serbie ou furent déportés dans des camps de concentration oustachis. Le NDH s'effondra en mai 1945, et le procès de Nuremberg jugea que les persécutions subies contre les Serbes constituaient un génocide. La communauté serbe retourna à Glina après la guerre et vit paisiblement aux côtés des Croates jusqu'à l'éclatement des guerres de Yougoslavie, dans les années 1990.
Mirko Puk, l'organisateur du premier massacre, fut capturé par les forces britanniques en mai 1945 en essayant de fuir en Autriche, et fut extradé quelques mois plus tard en Yougoslavie, où il se suicida en se taillant les veines du poignet avec une lame de rasoir. Vjekoslav Luburić, l'organisateur du second massacre, fuit la Yougoslavie après la guerre et s'installa en Espagne, où il fut assassiné par un membre présumé des services secrets yougoslaves (UDBA),. Ante Pavelić survécut à la guerre et mourrut en Espagne en 1959. Alojzije Stepinac, qui ne condamna pas publiquement les atrocités à Glina, fut accusé de collaboration avec les Oustachis par le nouveau régime communiste yougoslave et fut jugé en 1946, où Ljubo Jednak témoigna contre lui. Il fut condamné à 16 ans d'emprisonnement et mourut en détention à domicile en 1960. En 1986, Jednak témoigna contre le ministre de l'Intérieur oustachi Andrija Artuković à son procès en Croatie[réf. nécessaire].

## Héritage
Sur une estimation de 300 000 Croates d'origine serbe qui furent massacrés par les Oustachis entre 1941 à 1945, plus de 18 000 provenaient de Glina et de ses environs. Selon les historiens Hannes Grandits et Christian Promitzer, les massacres coûtèrent la vie à environ 2 000 Serbes. Le professeur Mark Levene estime que 2 400 personnes mourrurent lors des cinq tueries de masse qui se déroulèrent à Glina en 1941. Parfois qualifiées de pogroms, ces tueries furent décrites par Tim Judah comme l'une des atrocités les plus « infames » commises par les Oustachis. Manus I. Midlarsky nota que l'incendie de victimes à l'intérieur d'une église durant le massacre en mai 1941 « présagea le rassemblement des Juifs dans leurs synagogues en bois par les Allemands [...] qui mirent le feu aux bâtiments pendant que les fidèles brûlaient vifs à l'intérieur ».
Le poème Requiem (en serbe : Реквијем Rekvijem) du poète Ivan V. Lalić est dédié aux victimes des massacres de Glina.